# Schalungsträger

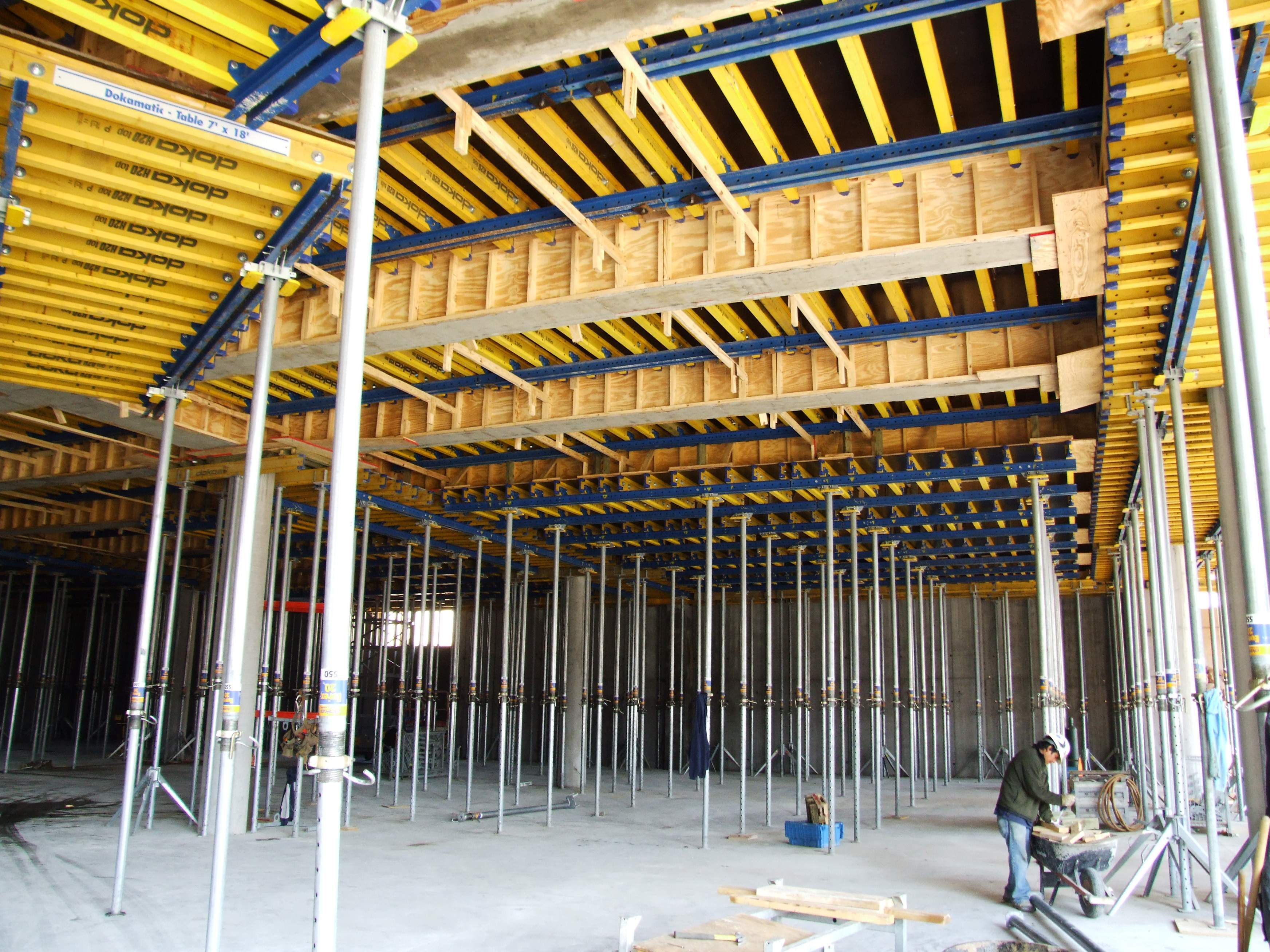
Deckenschalung mit Doka-Schalungsträgern

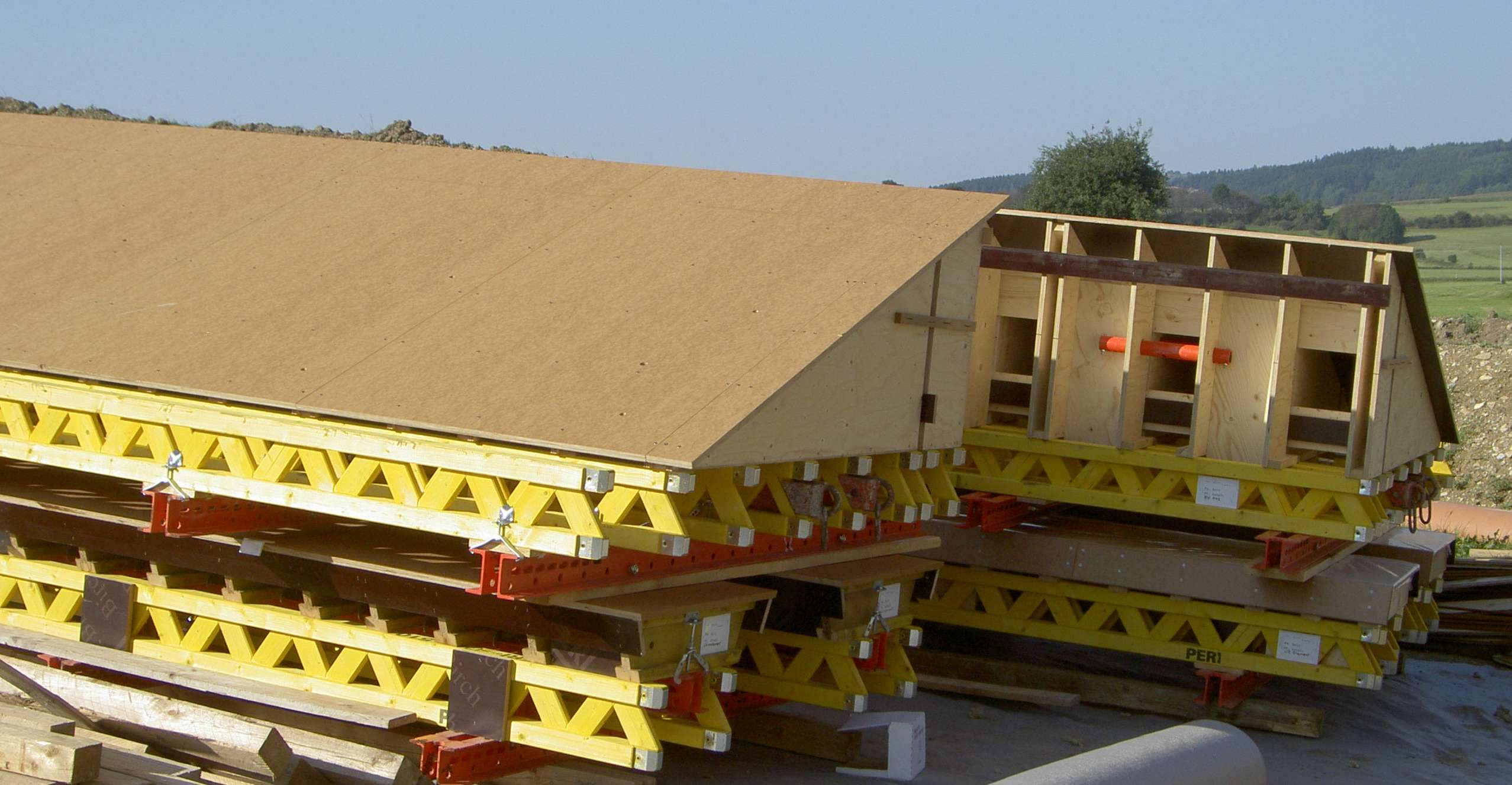
Fertige Schalungsteile für einen Brückenpfeiler mit Fachwerk-Schalungsträgern

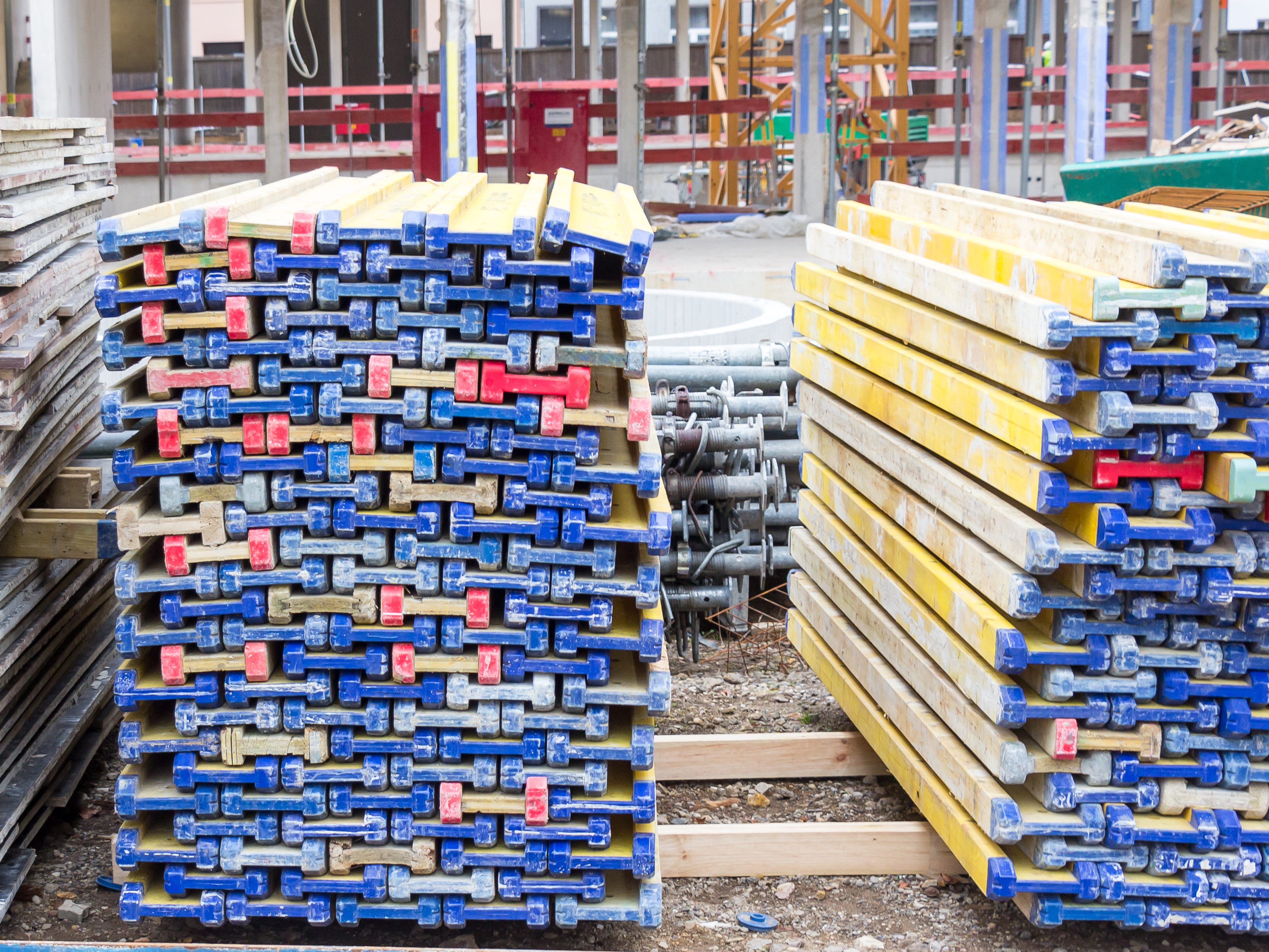
Schalungsträger auf einer Baustelle in Köln

Ein Schalungsträger, ist ein aus Holz, seltener aus Aluminium, gefertigter I-Träger, der meist als Balkenlage für Schalungen im Bauwesen verwendet wird.
Als Erfinder des Schalungsträgers gilt die Firma Steidle, als weltweit größte Hersteller die österreichische Doka-Gruppe und das deutsche Unternehmen Peri.

## Bauform und Anforderungen
Das auf statische Ansprüche ausgelegte I-Profil, als hoher Träger, ermöglicht die Aufnahme eines hohen Biegemoments bei zugleich geringem Gewicht. Dieses Prinzip eines schlanken Querschnitts mit hoher Biegesteifigkeit wird ansonsten besonders im Stahlbau verwendet.
Der verbindende Steg wird massiv aus Vollholz oder Holzwerkstoffen oder um Gewicht zu sparen, als einfaches Fachwerk ausgeführt.
Eine weitere Gewichtsersparnis ist mit Schalungsträgern aus Aluminium möglich. Nachteil eines Aluminiumträgers ist, dass nur an bestimmten Stellen (genauer: einer eingefassten Holzleiste) andere Schalungsteile mit Nägeln befestigt werden können. Vorteile dagegen liegen in höheren Belastungswerten, in der Formstabilität (kein Schwellen oder Schwinden durch Wasser), der Witterungsbeständigkeit und der Langlebigkeit.